# Anima Inside (banda)
Anima Inside es una banda de metal progresivo formada en Quito, Ecuador.

## Trayectoria
La agrupación fue conformada a finales de 2006 por Riccardo De la Cuesta, Andrés Yépez y Willy Lavastida. Ha participado en varios conciertos y eventos dentro y fuera de Ecuador y como telonera de Kiss, Aerosmith, Ozzy Osbourne, Europe, Foreigner y otras bandas.
En 2025 presentó su última producción discográfica, Alien.

## Integrantes
- Riccardo De la Cuesta (voz)
- André Pazmiño (guitarra)
- Juan Pazmiño (bajo)
- Sebastián Álvarez (batería)

## Discografía
- Reflection (2008)
- Duality (2015)
- Alien (2025)